# Searching : Portée disparue
Série
Missing : Disparition inquiétante
(2023)
Pour plus de détails, voir Fiche technique et Distribution.
Searching : Portée disparue ou Recherche au Québec et en Belgique (Searching) est un thriller américain coécrit et réalisé par Aneesh Chaganty, sorti en 2018. Il s’agit du premier long métrage du réalisateur.

## Synopsis
David Kim (John Cho), un père de famille fait tout son possible pour retrouver sa fille Margot (Michelle La), mystérieusement disparue. Parvenant à fouiller son ordinateur, il ira de découverte en surprise.
L'originalité de la mise en scène vient du fait que les personnages ne sont jamais filmés directement, mais apparaissent exclusivement sur écrans, au travers de visio-conversations, de reportages télévisés, de caméras de surveillance et surtout d'une utilisation intensive de média sociaux.

## Fiche technique
Sauf indication contraire, les informations mentionnées dans cette section peuvent être confirmées par la base de données cinématographiques IMDb,  présente dans la section « Liens externes ».
- Titre original : Searching
- Titre français : Searching : Portée disparue
- Titre québécois et belge : Recherche
- Réalisation : Aneesh Chaganty
- Scénario  : Aneesh Chaganty et Sev Ohanian
- Direction artistique : Angel Herrera
- Décors : Carol Uraneck
- Costumes : Emily Moran
- Photographie : Juan Sebastian Baron
- Montage : Nick Johnson et Will Merrick
- Musique : Torin Borrowdale
- Production : Timour Bekmambetov ; Sev Ohanian, Natalie Qasabian et Adam Sidman (coproducteurs)
- Sociétés de production : Bazelevs Entertainment[1] ; Screen Gems et Stage 6 Films (coproductions)
- Sociétés de distribution : Screen Gems ; Sony Pictures Releasing (France)
- Pays d'origine :  États-Unis
- Langue originale : anglais
- Genres : thriller
- Durée : 102 minutes
- Dates de sortie :
  - États-Unis : 21 janvier 2018 (Festival du Film de Sundance) ; 24 août 2018 (sortie limitée) ; 31 août 2018 (sortie nationale)
  - Québec : 31 août 2018[2]
  - France, Suisse romande : 12 septembre 2018

## Distribution

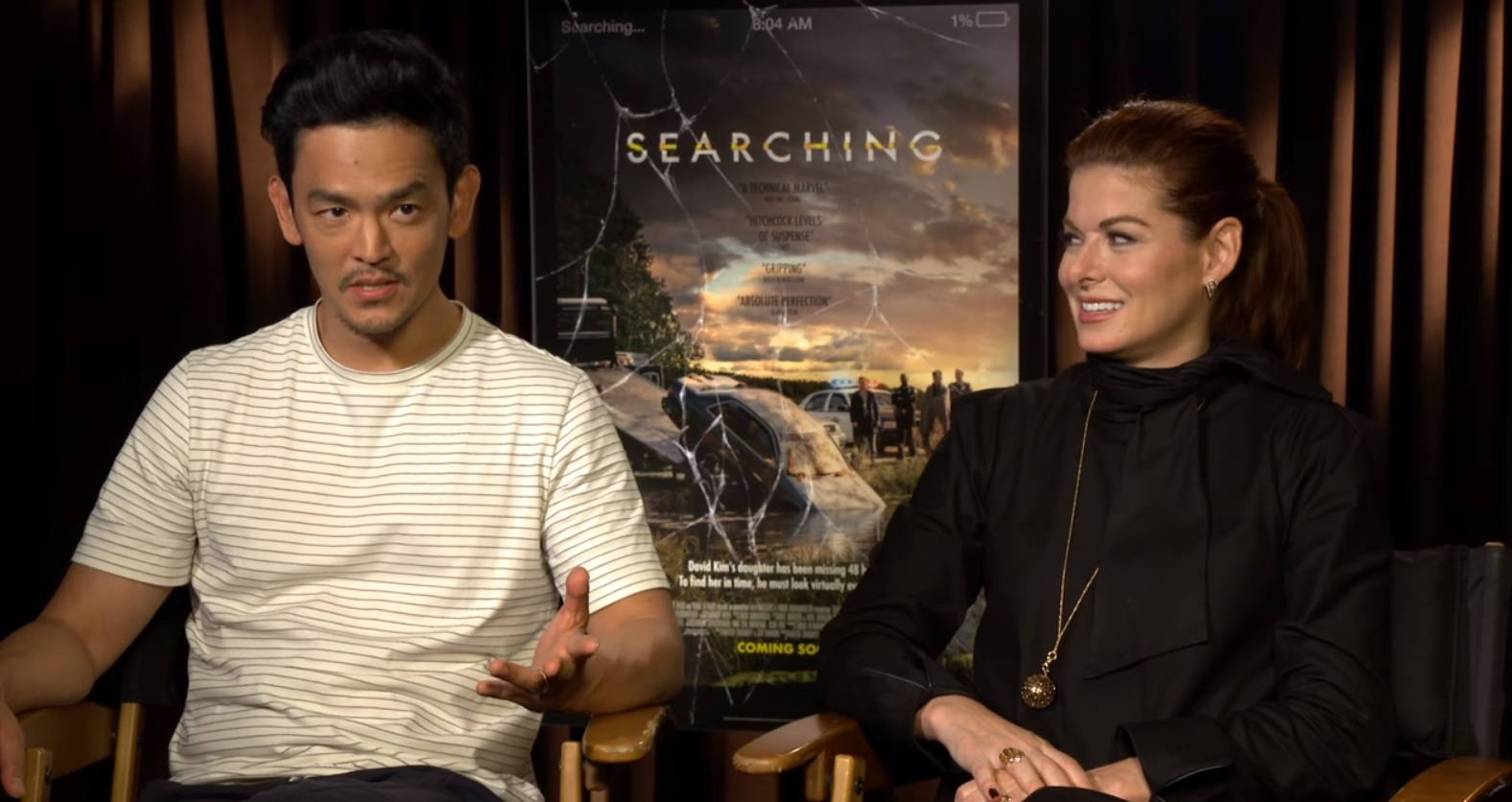
Les acteurs principaux John Cho et Debra Messing pour la promotion du film, en août 2018.

- John Cho (VF : Pierre Tessier ; VQ : Philippe Martin) : David Kim, le père de Margot
- Debra Messing (VF : Emmanuèle Bondeville ; VQ : Marika Lhoumeau) : la détective Rosemary Vick
- Joseph Lee (VQ : Thiéry Dubé) : Peter
- Michelle La (VQ : Ludivine Reding) : Margot Kim
- Sara Sohn (VF : Pascale Monpez ; VQ : Julie Beauchemin) : Pamela Kim, la mère de Margot
- Joseph John Schirle (VF : Baptiste Mège) : Jonah Emmi (voix) (crédité Joseph K. Shirle)
- Sylvia Minassian (VF : Julie Léger) : Mme Shahinian (voix)
- Sean O'Bryan (VF : Thierry Garet) : Radio Jockey
- Gabriel D Angell : Brandon Jackson
- Thomas Barbusca : Cody
- Connor McRaith (VF : Oscar Douieb) : Isaac
- Erica Jenkins (VF : Delphine Rivière) : Hannah
- Julie Nathanson (VF : Michèle Buzynski) : Natalie Boyd (voix)
- Gage Biltoft : John Watson
- Roy Abramsohn (VF : Thierry Garet) : présentateur de nouvelles
- Brad Abrell (VF : Mario Bastelica) : journaliste

## Accueil

### Festival et sorties
Searching : Portée disparue est sélectionné dans la section « Next » et présenté au Sundance Film Festival le 21 janvier 2018. Sony Pictures Worldwide Acquisitions acquis les droits de distribution du film. Initialement prévue pour le 3 août 2018, il sort le 24 août 2018 dans les séances limitées, avant sa sortie nationale dès le 31 août 2018.
En France et en Suisse romande, il sort le 12 septembre 2018.

### Critiques
En France, le film obtient une note moyenne de 3,1⁄5 sur le site Allociné, qui recense 14 titres de presse.
Constance Jamet du Figaro souligne « astucieux et innovant ! ». Fabrice Leclerc du Paris Match nous confirme avec son « Attention, film brillant ! ».
Malgré une seule étoile sur cinq, Gaël Golhen du Première n’a pas aimé, même s’il le dit « intéressant… si Chaganty avait su dépasser l’aspect mécanique du concept pour tenter un début de réflexion métaphysique ou sociale. Ici, ça n’est qu’un simple écran de fumée ».

## Distinctions

### Récompenses
- Festival du film de Sundance 2018 :
  - Prix Alfred P. Sloan[10]
  - Prix public « Best of NEXT! » pour Aneesh Chaganty[11]
  - Sundance Institute/Amazon Studios Producers Award pour Sev Ohanian[12]

### Nominations
- Festival international du film de Locarno 2018 : sélection « Piazza Grande » — Variety Piazza Grande Award pour Aneesh Chaganty
- Festival du film de Sydney 2018 : Prix public du meilleur scénario pour Aneesh Chaganty